# 미나미아라오 신호장
미나미아라오 신호장(일본어: 南荒尾信号場, みなみあらおしんごうじょう)은 일본 기후현 오가키시에 있는 도카이 여객철도의 철도역이다.

## 구조
오가키역에서 다루이역 방면으로 약 3.1 km 떨어진 지점에 있는 신호장이다. 신호장에서 다루이 역 방향으로, 상행 본선·하행 본선·다루이 지선·도카이도 본선 미노아카사카 지선이 나뉜다.
여기서 하행선은 하행 본선과 다루이 지선으로 나뉘는데, 하행 본선은 미나미아라오 신호장과 세키가하라역 사이에 존재하는 최대 25 퍼밀의 급경사 구간을 회피하기 위하여, 1944년에 새로 우회선을 건설하였다. 이 때 신타루이 역이 건설되었으나, 지금은 폐역되었다. 현재는 다루이역에 정차하는 보통 열차가 다루이 지선을 이용하며, 하행 본선은 다루이 역에 정차하지 않는 특급 열차와 화물 열차 등이 사용한다.

## 역세권 정보
- 미노아카사카 지선 아라오역

## 역사
- 1918년 4월 25일 - 일본국유철도 도카이도 본선 오가키 역 ~ 다루이 역 사이에 아라오 연락소 개업.
- 1918년 8월 1일 - 미노아카사카 선이 개업.
- 1922년 4월 1일 - 아라오 신호장으로 개칭.
- 1930년 12월 1일 - 미나미아라오 신호장으로 개칭.
- 1944년 10월 11일 - 신타루이 역을 경유하는 하행 본선이 개업.
- 1987년 4월 1일 - 민영화에 따라 도카이 여객철도의 소속이 되었다.